# 신폭풍
신폭풍은 중국의 8인조 보이그룹이다. 2019년 앨범 <Cha Cha Cha>로 데뷔했다.

## 방송
- 이단지명 (2019)